# Ferento
Ferento (łac. Ferentium) – starożytne i średniowieczne miasto w środkowej części Półwyspu Apenińskiego, zniszczone i porzucone w XII wieku, dawna stolica diecezji. Współcześnie jest to stanowisko archeologiczne, na części którego otworzono park archeologiczny.
Ferento założyli Etruskowie w VII wieku p.n.e. na wzgórzu zbudowanym z trawertynu i było ono istotnym ośrodkiem miejskim oraz handlowym południowej części Etruri. Po zajęciu przez Rzym miasto dalej funkcjonowało, a jego rozkwit miał miejsce na przełomie I wieku p.n.e., co przejawiło się m.in. powstaniem monumentalnych budowli publicznych, m.in. term i teatru. Miasto zajmowało wówczas ok. 30 ha. Pod koniec istnienia cesarstwa rzymskiego Ferento podupadło, stan ten trwał również we wczesnym średniowieczu, gdy zasiedlano tylko niewielką (ok. 5 ha) zachodnią część terenu dawnego miasta antycznego, tym niemniej nie później niż w V w. ustanowiono w nim stolicę biskupstwa i wzniesiono katedrę pod wezwaniem św. Bonifacego. Stolicą diecezji Ferento pozostało do początków VII w. Mniej więcej na przełomie VI i VII w. wzniesiono mury miejskie. Duży rozwój miasta miał miejsce w okresie X w. – I połowa XII w., czego przejawem było m.in. ponad dwukrotne powiększenie powierzchni (do ok. 12,5 ha) i budowa w XII w. trzech nowych świątyń. Jednak na początku lat 70. XII w. miasto zostało zniszczone przez wojska położonego kilka kilometrów na południe Viterbo i odtąd pozostało nieodbudowane i niezamieszkane.
Prace archeologiczne w ruinach Ferento rozpoczęto w XIX w. i odtąd co pewien czas są wznawiane. Prowadzą je archeolodzy włoscy, w 2021 i 2022 brali w nich udział również badacze z Polski. Jednym z efektów wykopalisk jest udostępnienie turystom odsłoniętych ruin w postaci parku archeologicznego, ulokowanego w zachodniej części Ferento. Można tam oglądać pozostałości rzymskiego teatru, term, kościoła chrześcijańskiego, sklepów i fragment brukowanej głównej drogi miasta.